# St-Cyr-Ste-Julitte (Crouy-sur-Ourcq)

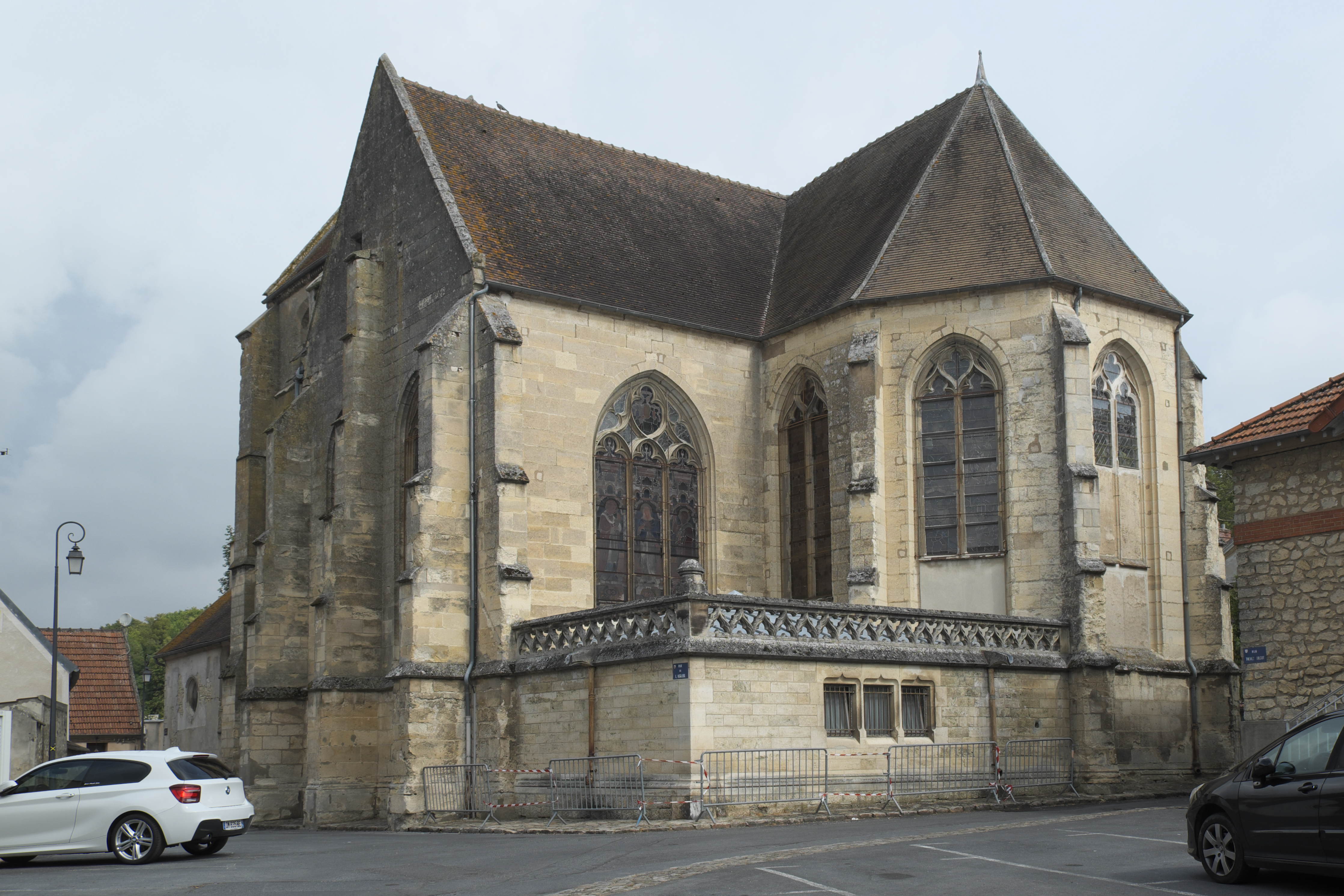
Pfarrkirche Saint-Cyr-Sainte Julitte

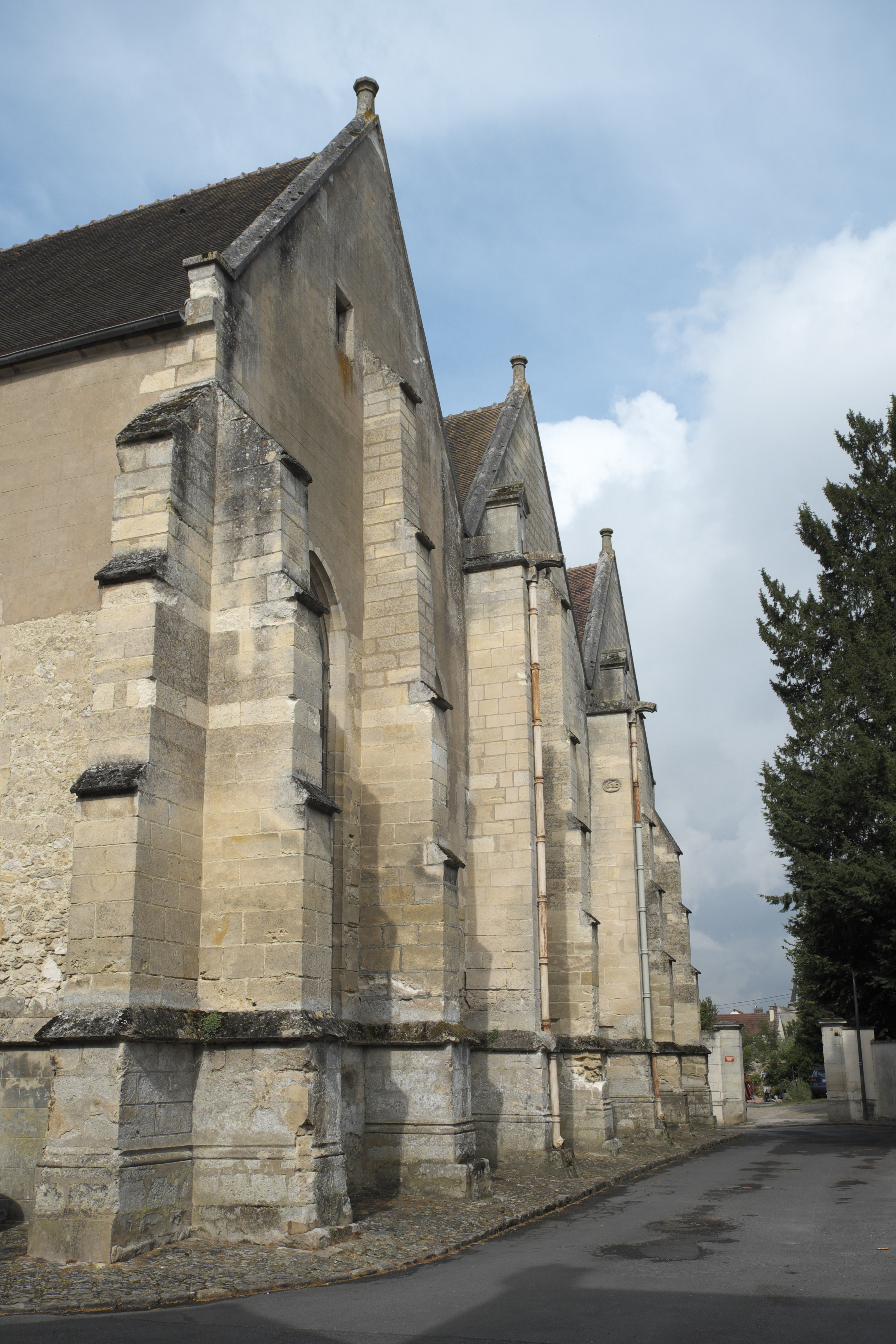
Ansicht von Süden

Die katholische Pfarrkirche Saint-Cyr-Sainte Julitte in Crouy-sur-Ourcq, einer Gemeinde im Département Seine-et-Marne in der französischen Region Île-de-France, wurde größtenteils im 16. Jahrhundert an der Stelle eines romanischen Vorgängerbaus errichtet. Die Kirche ist dem heiligen Quiricus und seiner Mutter Julitta geweiht, die im 4. Jahrhundert in Kleinasien den Märtyrertod erlitten. 1919 wurde die Kirche, in der Bleiglasfenster aus der Renaissance erhalten sind, als Monument historique in die Liste der Baudenkmäler in Frankreich aufgenommen.

## Geschichte
Die heutige Kirche wurde zwischen 1527 und 1620 errichtet. Die Jahreszahl 1527 findet sich auf einem Pfeiler links des Hauptaltars. Bauherr war der Grundherr von Crouy, Méry de Sépoix. Unter seinem Sohn, Robert de Sépoix, wurden die Bauarbeiten fortgesetzt. Vater und Sohn sind auf zwei Bleiglasfenstern aus dem 16. Jahrhundert dargestellt.

## Architektur

### Außenbau
Nur die Westfassade mit ihrem Portal, das zwei rundbogige Türen bilden, ist noch im Stil der Renaissance erhalten. Der Renaissancedekor wurde während der Frondeaufstände in der Mitte des 17. Jahrhunderts stark beschädigt. Am Mittelpfeiler ist noch eine heute leere Figurennische vorhanden, auf den Kämpfern ist eine Inschrift mit dem Erbauungsdatum, dem 22. Januar 1536, eingraviert. Auch den Ansatz des Gebälks mit Ziergiebel kann man noch erkennen. Die Giebelfläche ist mit Medaillons besetzt, in denen die Porträts von Mery de Sépoix und seiner Gemahlin sowie ihr Allianzwappen eingemeißelt sind.

Westportal
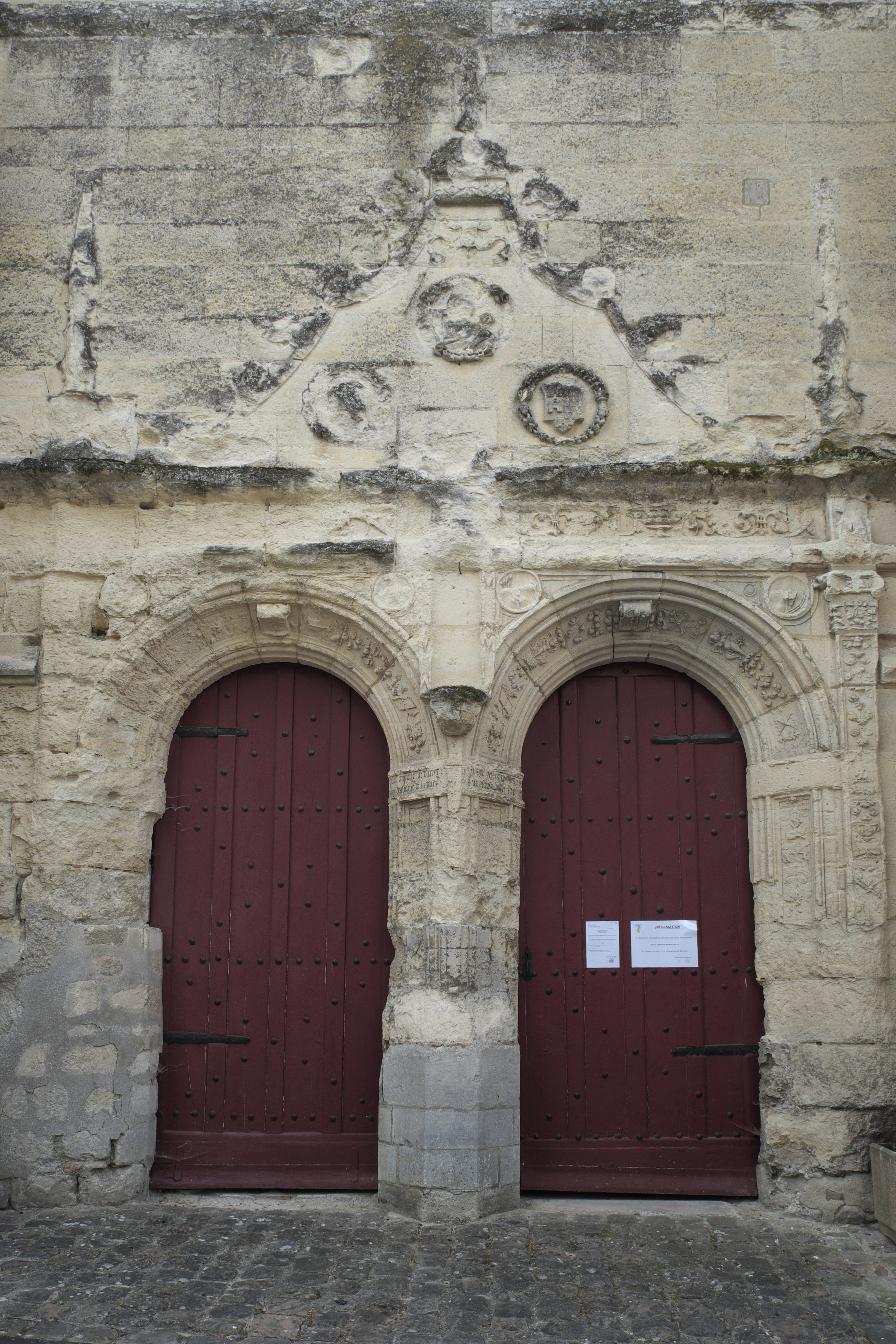
Gesamtansicht Portal
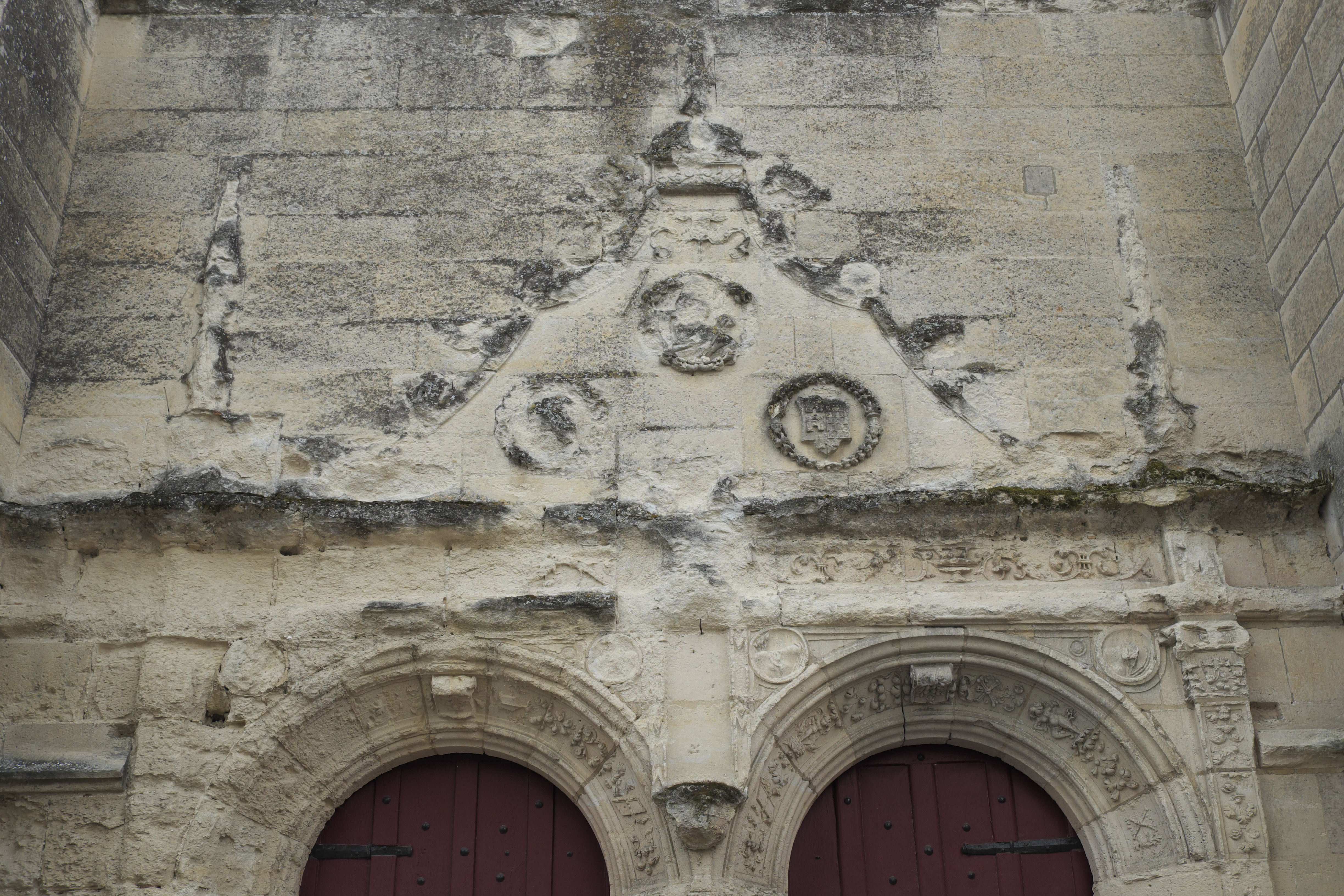
Ziergiebel und Medaillons
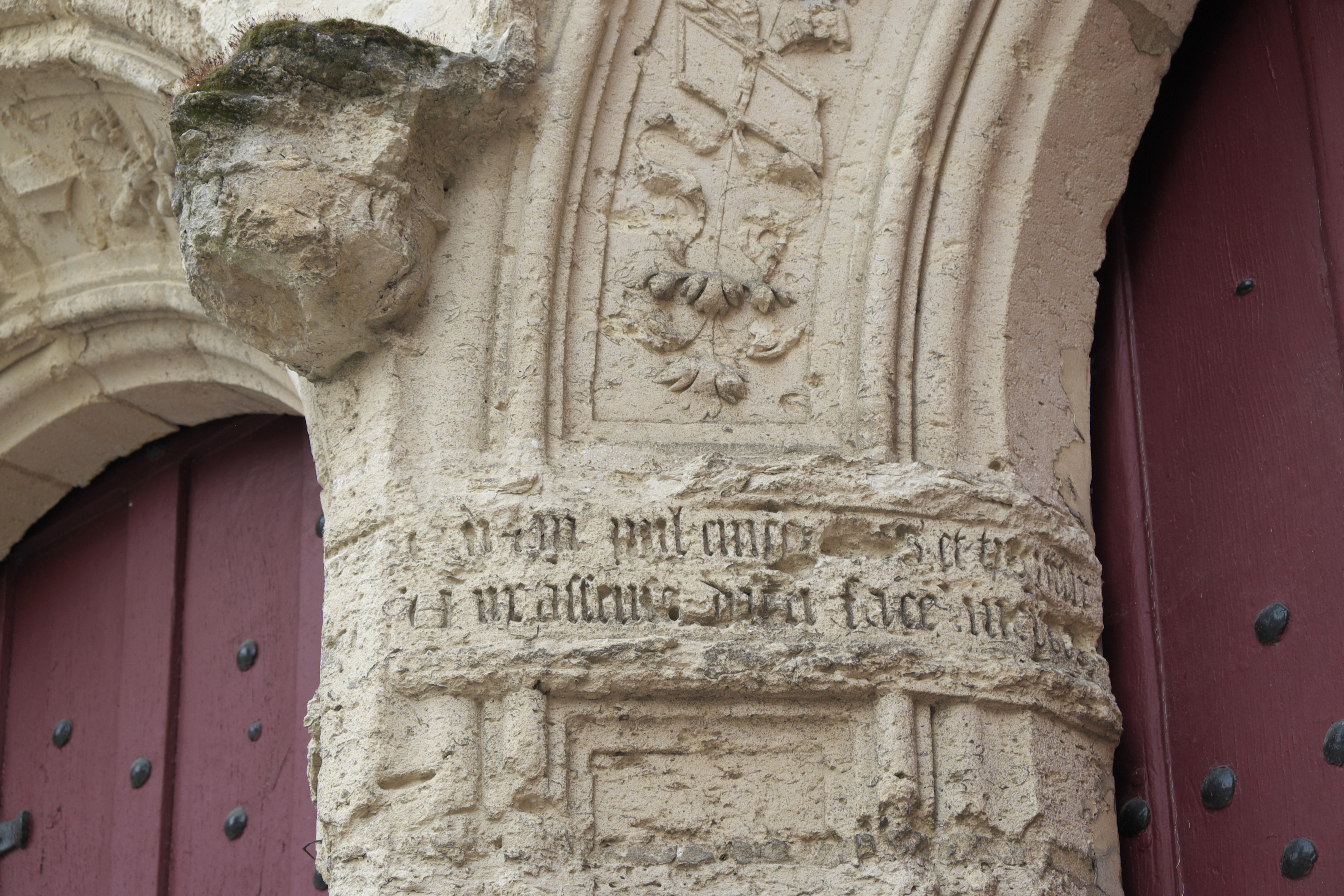
Mittelpfeiler mit Inschrift
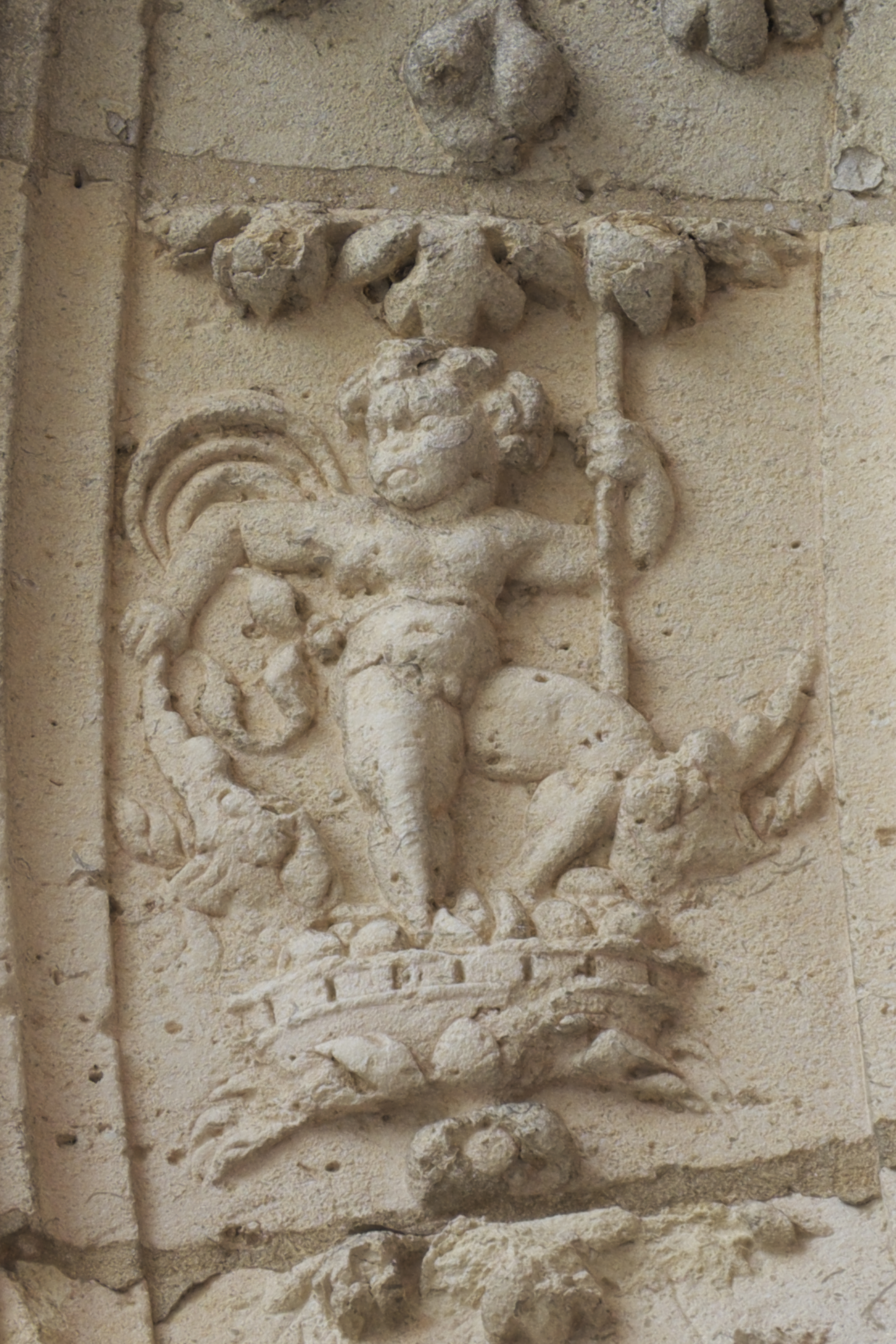
Dekor einer Archivolte

### Innenraum
Die Hallenkirche hat ein langes Nordseitenschiff, die herrschaftliche Kapelle an der Südseite erscheint äußerlich als Querhaus, innen als zweijochiges Südseitenschiff. Die Gewölbe, Fensterlaibungen und -Maßwerk gehören noch der Spätgotik an, das Westportal und die Verglasung der Fenster schon der Renaissance. Von der Vorgängerkirche ist noch der romanische Glockenturm aus dem 12. Jahrhundert erhalten, sowie westlich davon ein Rest des alten, pseudobasilikal niedrigen Seitenschiffe.
Das Hauptschiff wird von einem  Kreuzrippengewölbe gedeckt. Es ist in sechs Joche gegliedert und mündet im Osten in einen Chor mit polygonaler Apsis. Der Gewölbeschlussstein des letzten Joches ist als filigraner Abhängling skulptiert. Die breiten Seitenschiffe enden gerade geschlossen. Im südlichen Seitenschiff sind noch die Pfeiler des Glockenturms erhalten. Die Spitzbogenarkaden, die das Hauptschiff und die Seitenschiffe voneinander trennen, werden – wie auch die Gewölberippen – auf hoch aufragenden Säulen ohne Kapitelle getragen.

## Bleiglasfenster

### Renaissancefenster

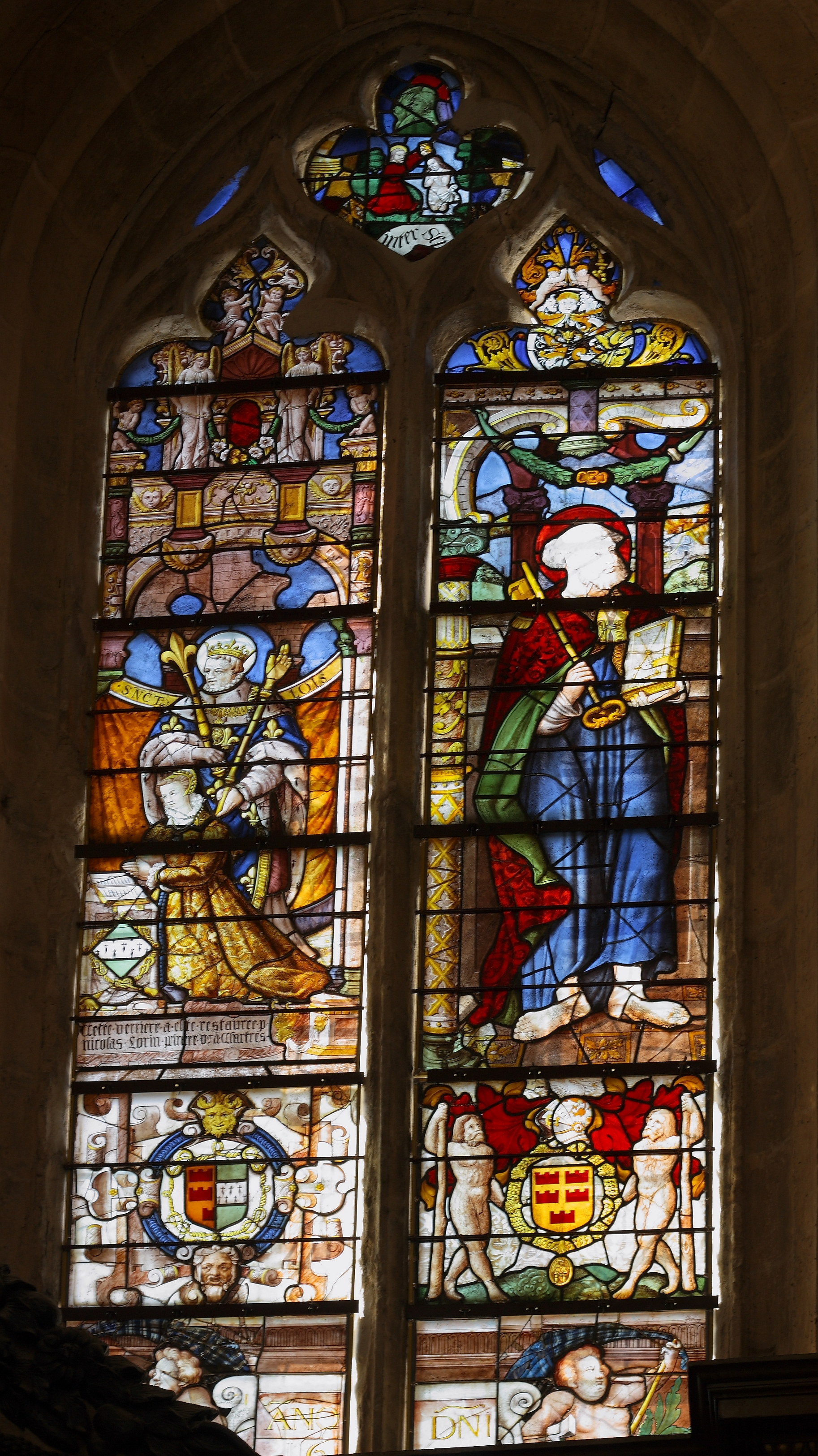
Rechtes Apsisfenster

Mittelalterlich züchtig
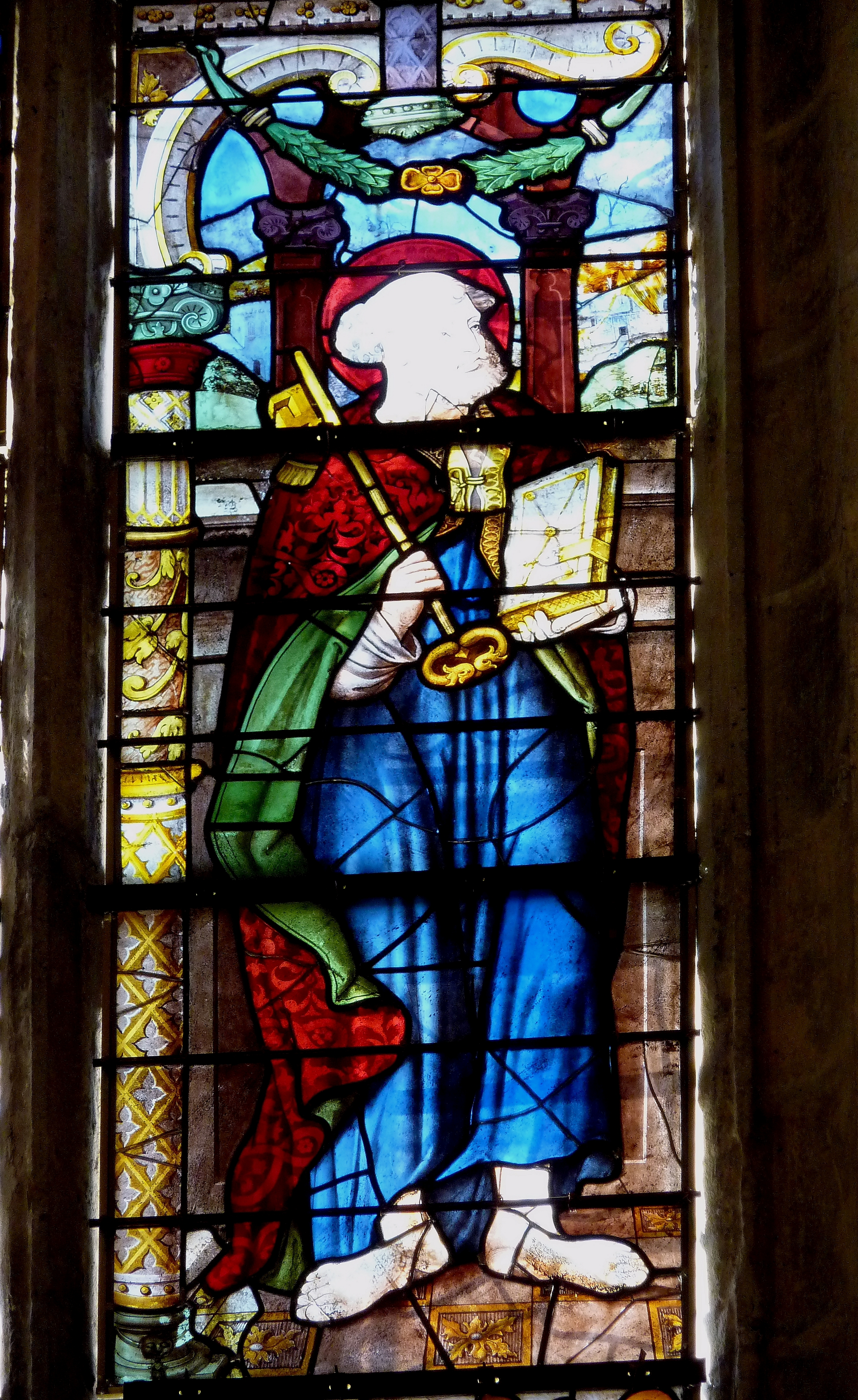
Apostel Petrus
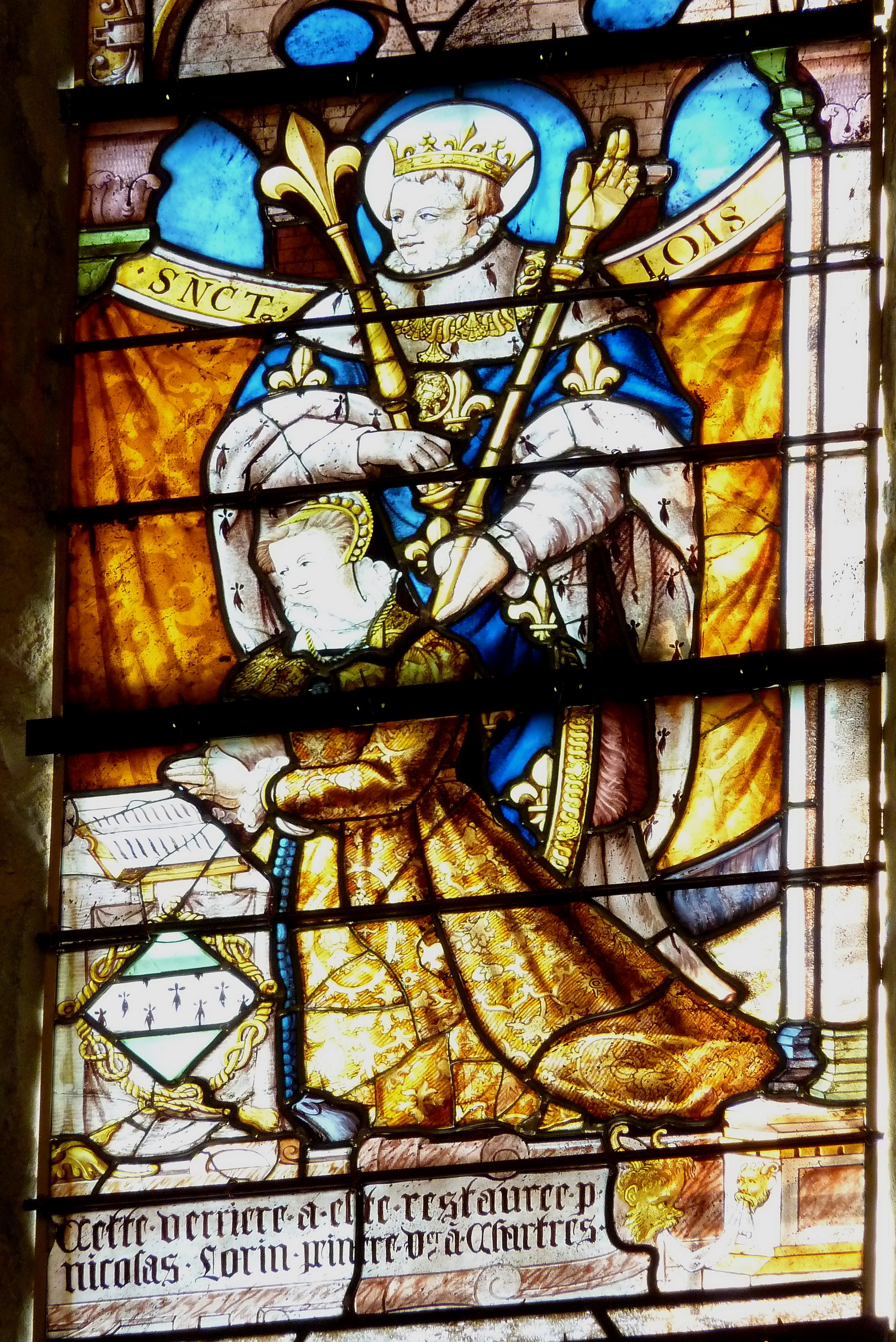
Louise d’Ougnyès und Ludwig der Heilige

In der Apsis ist ursprüngliche Bleiverglasung dreier Fenster aus dem 16. Jahrhundert bewahrt. Auf dem linken Fenster sind Méry de Sépoix und sein Sohn Robert dargestellt. Beiden knien und tragen einen gelben Umhang mit roten Quadraten, ihrem Wappen. Hinter Méry de Sépoix steht sein Schutzpatron, der heilige Medericus (Merry), hinter seinem Sohn ein Bischof, der heilige Robert, der seinem Schützling eine Hand auf die Schulter legt. Im Maßwerk sieht man den Erzengel Michael, der Luzifer besiegt. Die unteren Scheiben des Fensters zeigen das Wappen der Herren von Sépoix, das von zwei Schildhaltern, am ganzen Körper behaarten wilden Männern mit Keulen, gehalten wird. Über dem Wappen ist ein Helm dargestellt.

Nacktes Fleisch der Renaissance
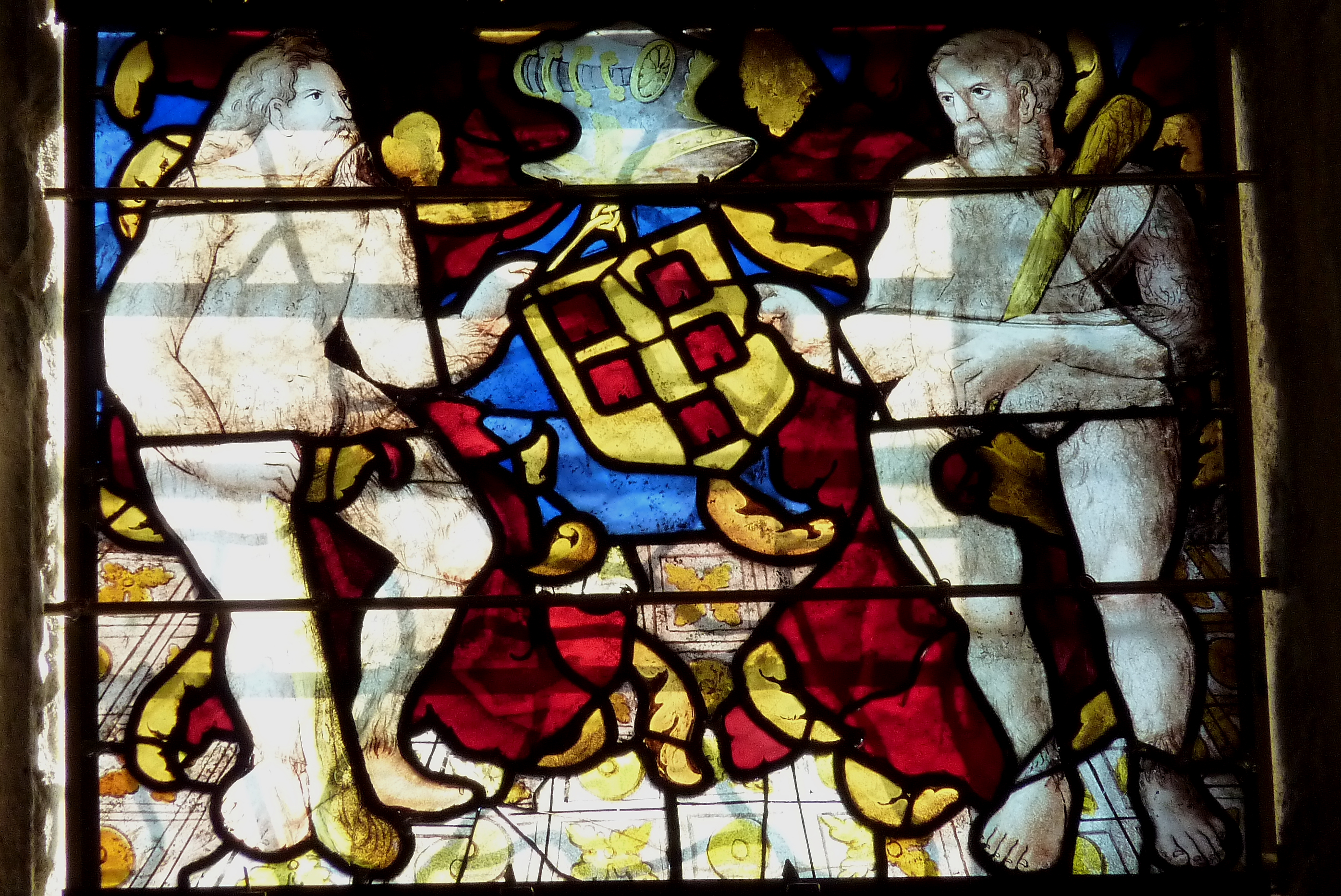
Wappen der Herren von Sépoix
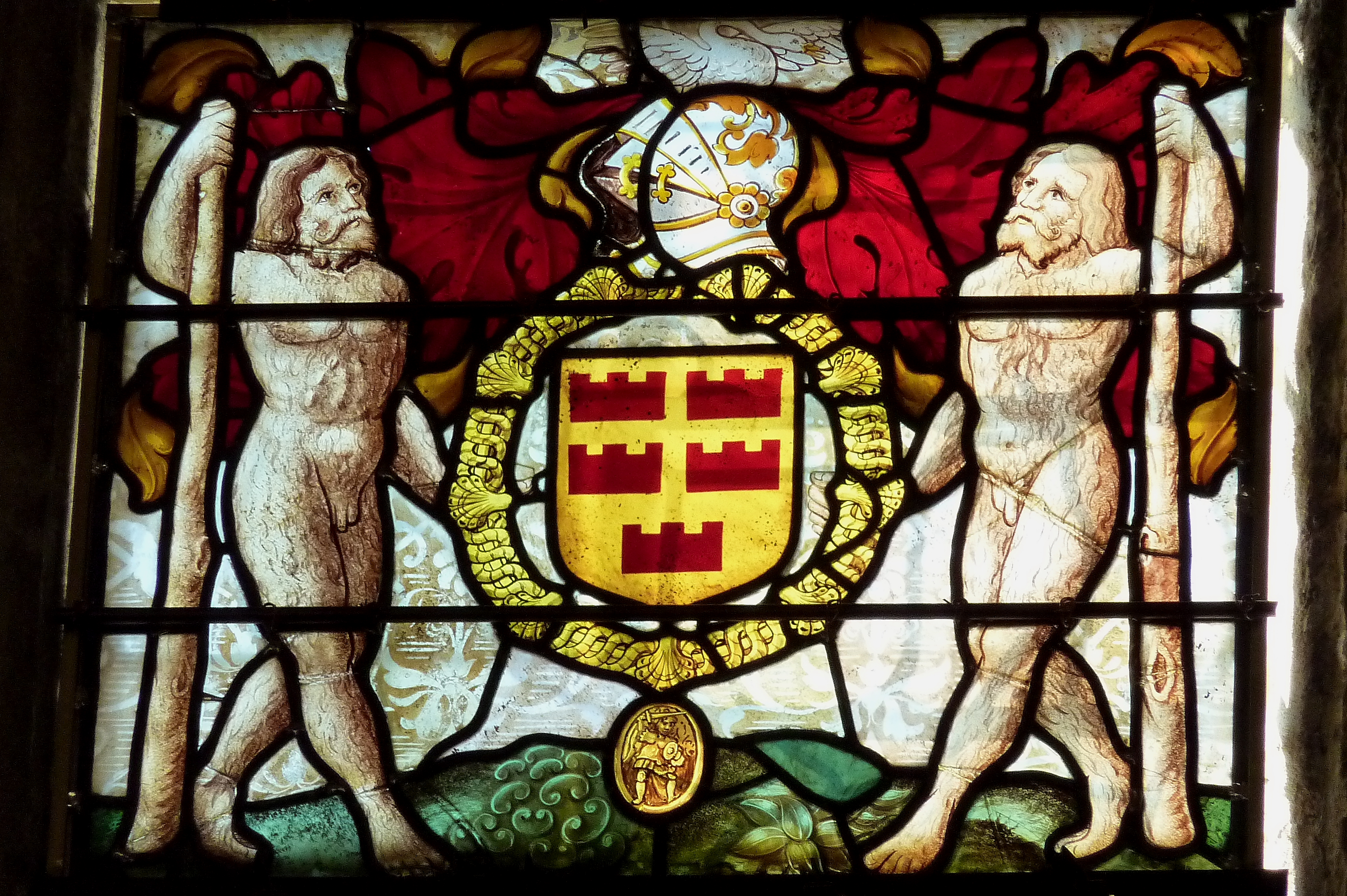
Wappen

Auf dem rechten Fenster kniet Louise d’Ougnyès, hinter ihr steht ihr Schutzpatron, der französische König Ludwig der Heilige. Auf der rechten Lanzette ist der Apostel Petrus dargestellt. Er soll die Gesichtszüge von Pierre de Sépoix tragen, dem Onkel von Robert de Sépoix. Das Maßwerk zeigt die Taufe Jesu. Das Fenster ist mit der Jahreszahl 1615 datiert. Die untere Inschrift besagt, dass das Fenster von dem in Chartres ansässigen Glasmaler Nicolas Lorin restauriert wurde.
Das mittlere Fenster enthält Fragmente aus dem 16. Jahrhundert mit Szenen aus dem Marienleben und dem Leben Jesu. Das Maßwerk weist die Szene der Kreuzigung Christi auf.

### Bleiglasfenster aus dem 19. Jahrhundert
Das Bleiglasfenster mit der Darstellung der Sieben Schmerzen Mariens (Mitte), des Apostels Paulus (links) und des Kardinals und Erzbischofs von Mailand, Karl Borromäus (rechts), ist mit der Jahreszahl 1882 datiert und weist die Signatur des in Meaux ansässigen Glasmalers Henri Plée auf. Die Signatur Plée Meaux 1882 trägt auch das Fenster mit der Verkündigungsszene. Auf einem Fenster ist die heilige Margareta dargestellt, auf einem weiteren Fenster sind Mariensymbole aus der Lauretanischen Litanei zu sehen.

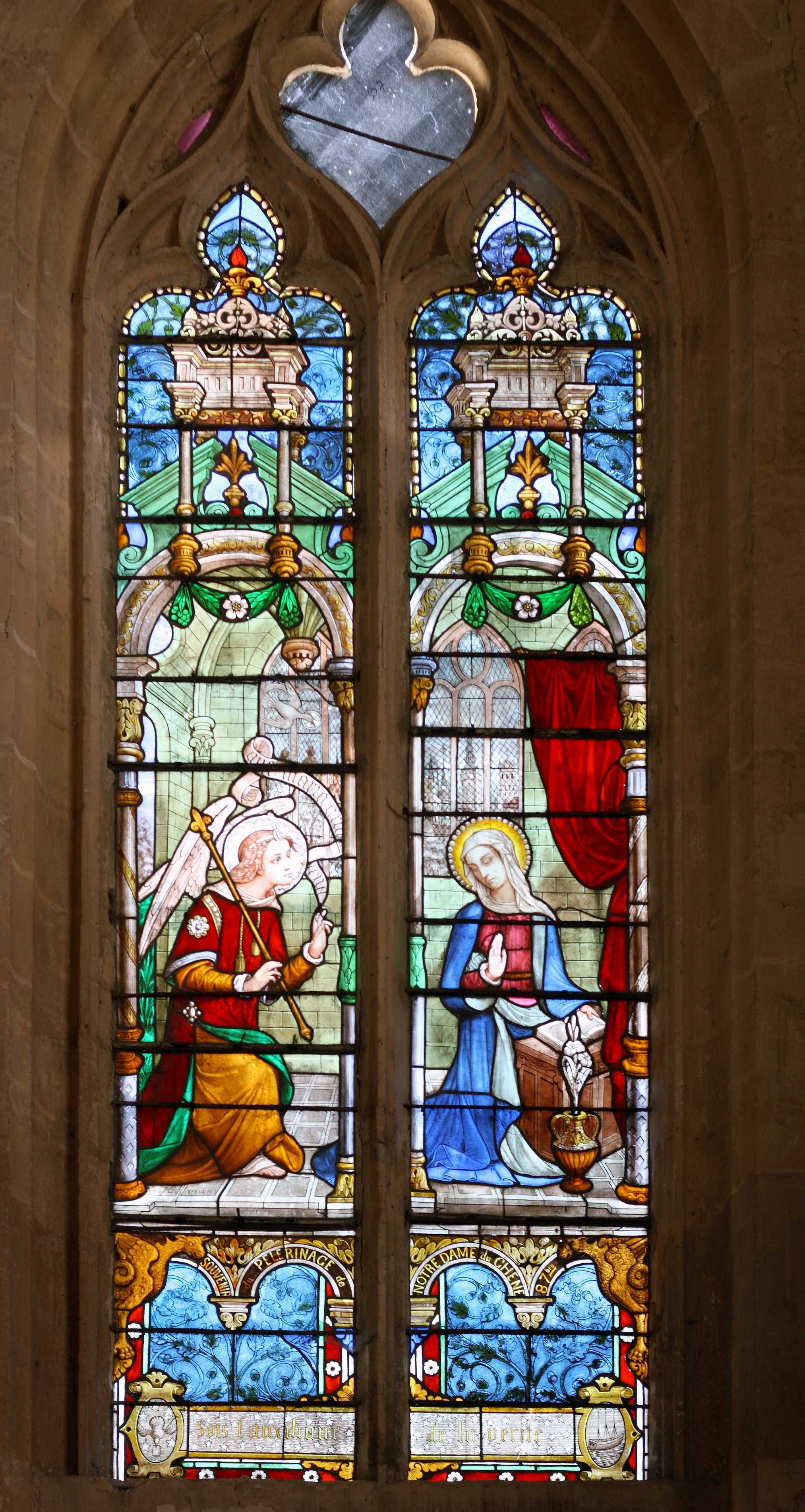
Verkündigung
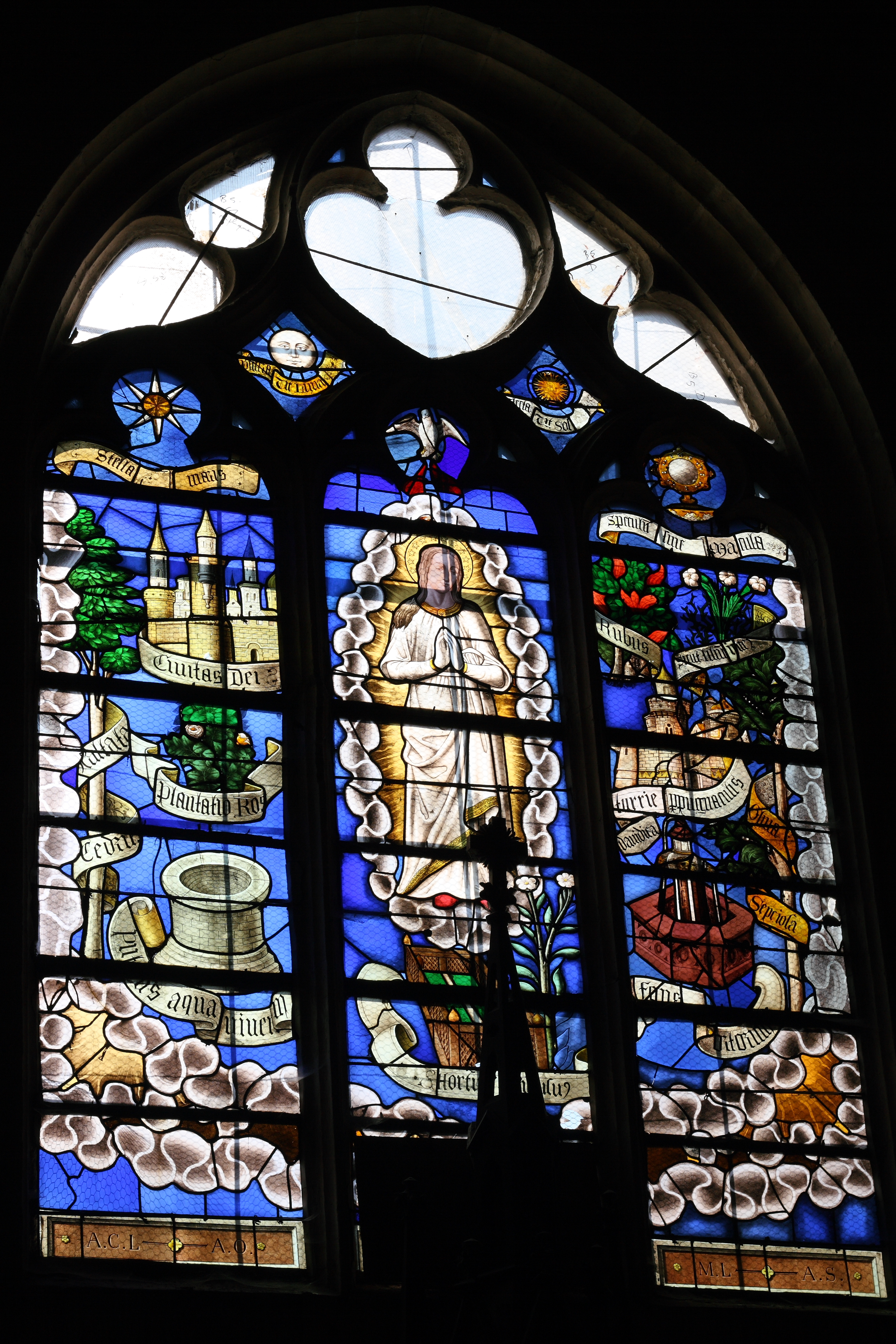
Mariensymbole
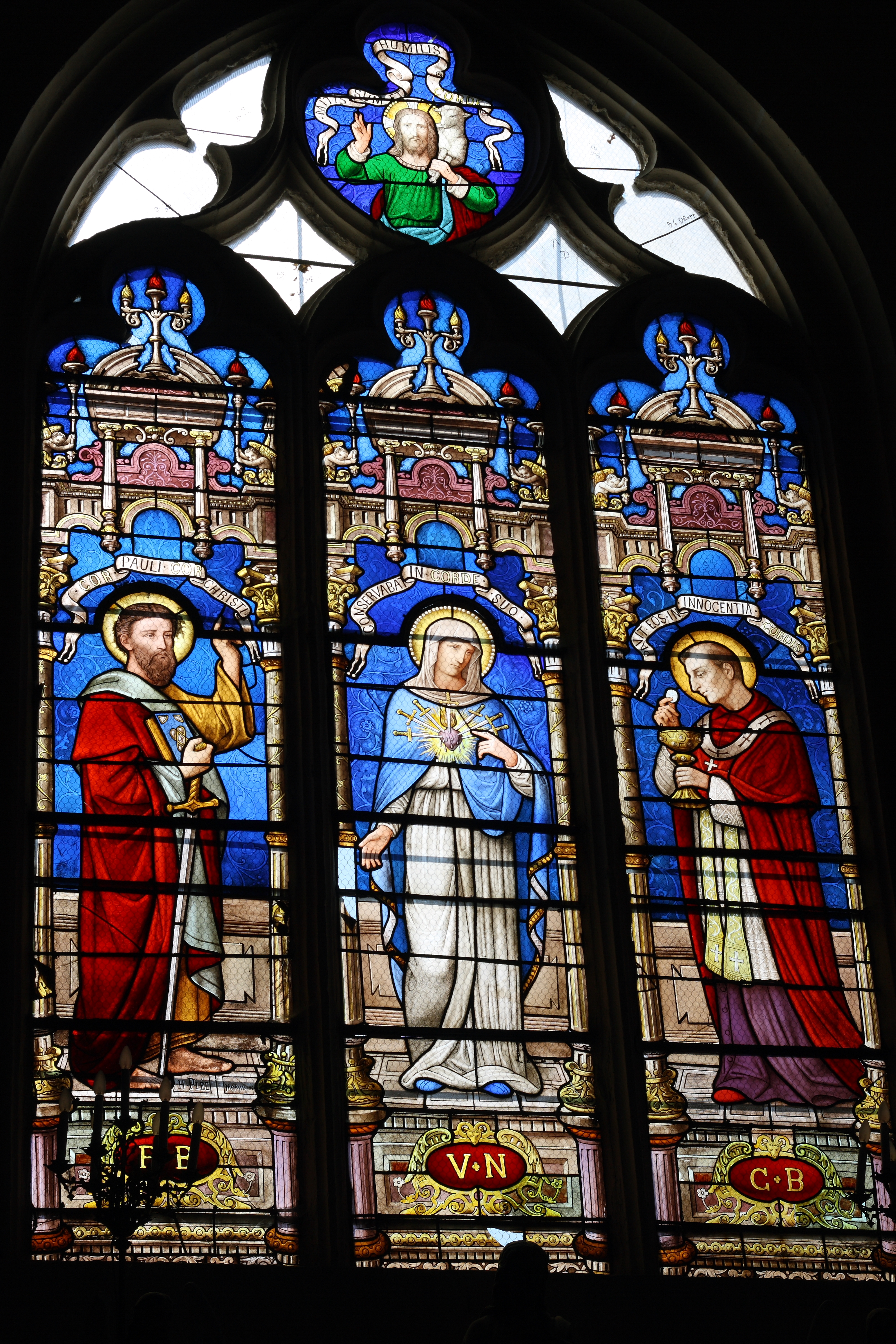
Paulus, Maria und Karl Borromäus
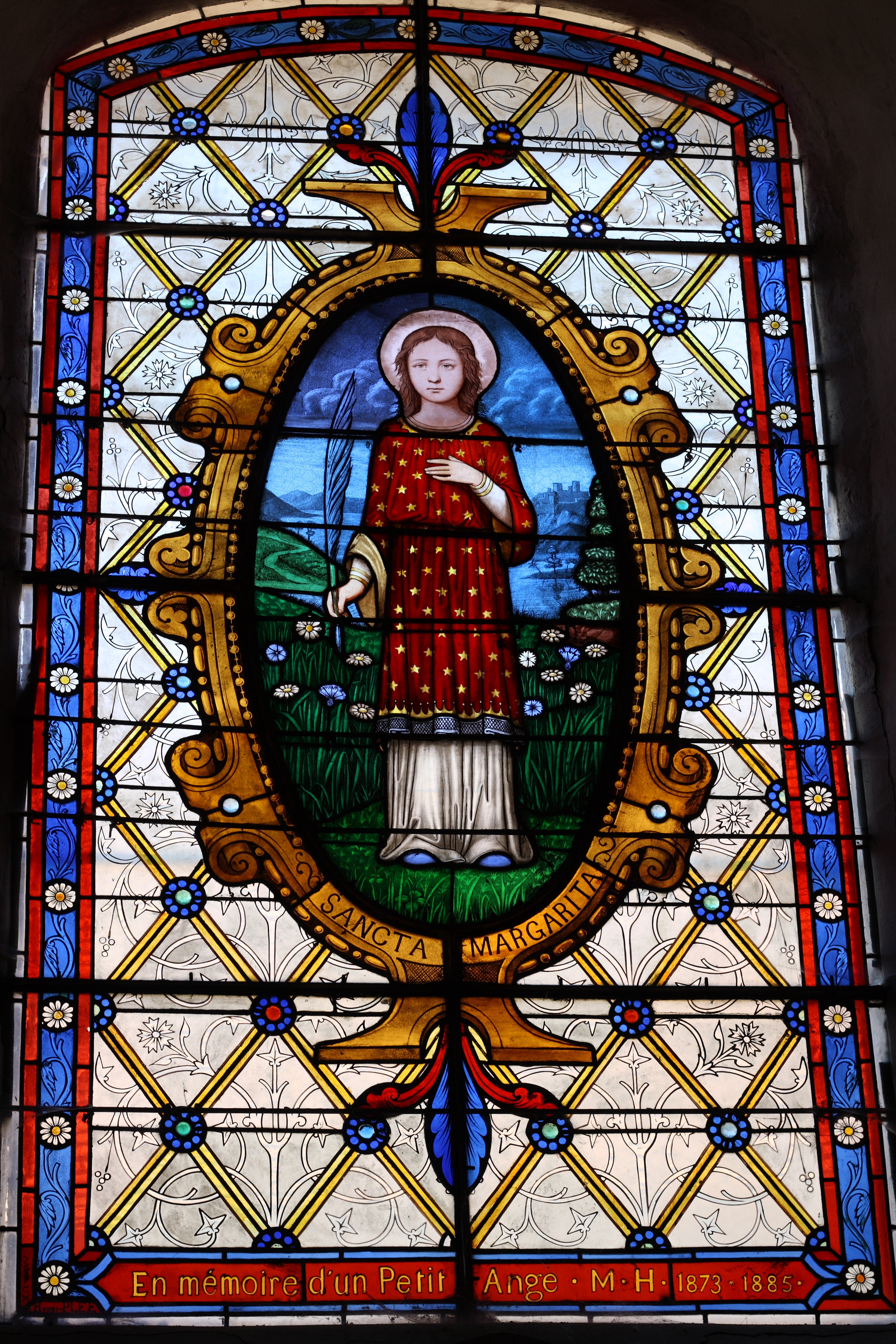
Margareta von Antiochia